# Кумиш Марина Євгенівна
Марина Євгенівна Кумиш (нар. 3 березня 1963 у Москві)  — радянська і російська волейболістка, гравець Жіночої збірної по волейболу (1985-1988). За національністю - караїмка.

## Біографія
Народилася Марина і почала займатися волейболом у  Москві. З самого дитинства в неї був великий потяг та інтерес до волейболу. Коли їй виповнилось 11 років, вона записалась в дитячу спортивну школу, яку в подальшому старанно відвідувала. Маючи 16 років, Марія прийшла грати за команду ЦСКА. Зовсім згодом стала чемпіонкою СРСР з волейболу серед жінок 1985 року, срібний призером (1982, 1987) роках та бронзовий призером (1988) року. Також стала переможцем Кубка СРСР (1984).
В 1982 році в складі молодіжної збірної СРСР стала переможницею чемпіонату Європи.
Будучи в збірній СРСР у офіційних змаганнях виступала протягом 1985-1988 років. У її складі стала олімпійською чемпіонкою в 1988 році, бронзовим призером  Кубка світу, чемпіонкою Європи в 1985 році і срібним призером європейської першості 1987 року.
З 1989 року Марина грала в клубних командах  Туреччини,  Франції,  Італії (1992 - 1993 «Астер Рома», 1994 - 1995 - «Медінекс» Реджо-Калабрія, 1999 -  «Алтамура») і  Фінляндії. У 1995 - 1996 і 1999 - 2000 роках в рамках чемпіонатів Росії виступала за ЦСКА, у складі якого ставала срібним (1996) і бронзовим (2000) призером. У 2002 - 2003 роках грала за «Казаночку» (Казань).
Сьогодні Марина Кумиш працює тренером у Москві.